# سن-ماتیاس-سور-ریشولیو، کبک
سن-ماتیاس-سور-ریشولیو (به فرانسوی: Saint-Mathias-sur-Richelieu) شهری در منطقه شهری روویل ناحیه مونترژی در استان کبک کانادا است. در سرشماری سال ۲۰۱۱ این شهر ۴٬۴۵۳ نفر جمعیت داشته‌است و مساحت آن ۴۸٫۲۲ کیلومتر مربع است.